# Drosophila pagliolii
Drosophila pagliolii este o specie de muște din genul Drosophila, familia Drosophilidae, descrisă de Cordeiro în anul 1963. Conform Catalogue of Life specia Drosophila pagliolii nu are subspecii cunoscute.